# Джеймі Макларен
Джеймі Макларен (англ. Jamie Maclaren; нар. 29 липня 1993, Мельбурн, Австралія) — австралійський футболіст, нападник клубу «Мельбурн Сіті».

## Клубна кар'єра
Народився 29 липня 1993 року в місті Мельбурн в футбольній родині: його батько і дядько були професійними футболістами. Спочатку Макларен почав займатись футболом у місцевій команді «Санбері Юнайтед», а 2003 року перейшов у молодіжний склад команди «Грін Галлі». У липні 2009 року, у віці 15 років, він був запрошений на перегляд в англійський «Блекберн Роверз», в команду до 16 років. У своєму першому випробувальному матчі він забив два голи проти команди «Дербі Каунті» до 16 років, а потім зробив хет-трик проти «Манчестер Юнайтед», через що зацікавив англійський клуб і залишився в команді. Незабаром Макларен став виступати за команду до 21 року, і тренувався з основною командою. Однак після чотирьох років у Англії, так і не розбившись у першу команду, він був покинув «Роверз» наприкінці сезону 2012/13 років.
У пошуках своєї першої професійної команди Макларен повернувся до Австралії і підписав трирічний контракт з клубом A-ліги «Перт Глорі» на початку сезону 2013/14. 13 жовтня 2013 року в матчі проти «Аделаїда Юнайтед» Джеймі дебютував у А-Лізі. 27 жовтня в поєдинку проти «Мельбурн Сіті» він забив свій перший гол за «Глорі».

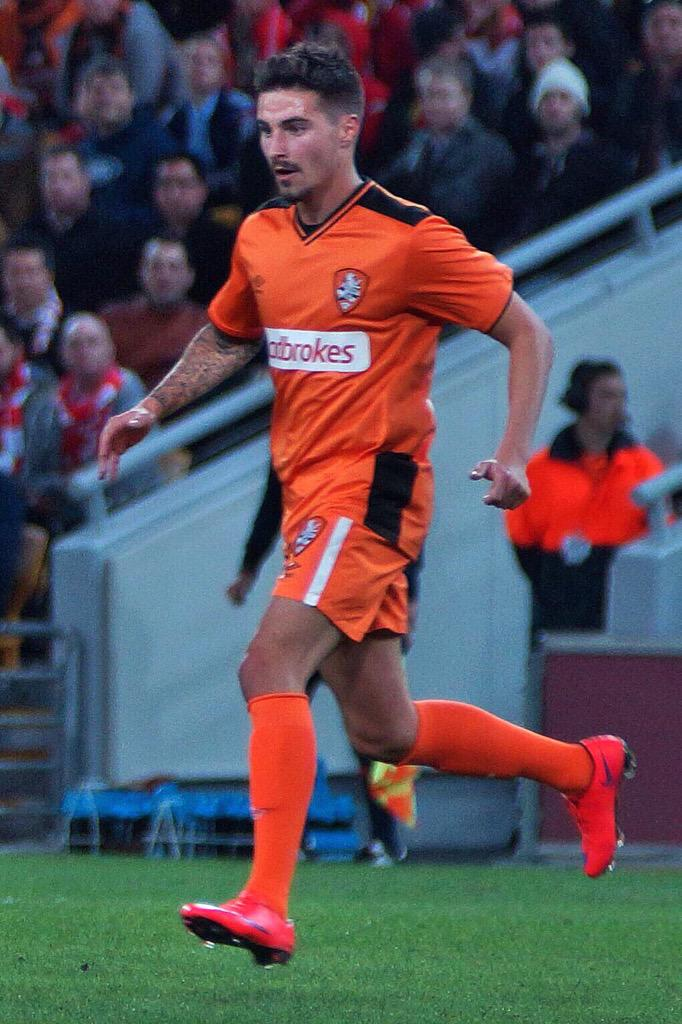
Джеймі Макларен під час виступів за «Брисбен Роар», 2015 рік

Наступний сезон 2014/15 став проривним для Макларена — він забив 10 голів у 23 матчах у всіх змаганнях і зарив номінацію найкращого молодого гравця А-ліги у квітні. Він також виступав за дублюючу команду у Національній прем'єр-лізі, забивши 11 голів за п'ять ігор. Цього ж сезону Макларен забив свій перший хет-трик на дорослому рівні, забивши всі три голи команду у грі проти «Мельбурн Сіті» (3:1) 19 квітня 2015 року. Наприкінці сезону 2014/15 стало відомо, що клуб порушив обмеження ліги по заробітній платі в 400 000 доларів, в результаті чого команда погодилася відпустити всіх контрактних гравців, які б хотіли залишити клуб, за винятком Макларена. У відповідь він подав офіційне повідомлення про порушення договору і 29 червня 2015 року контракт Макларена також було анульовано.
5 липня 2015 року Макларен перейшов в «Брисбен Роар», підписавши контракт на два роки. 8 жовтня у матчі проти «Вестерн Сідней Вондерерз» він дебютував за нову команду. У цьому ж поєдинку Джеймі зробив «дубль», забивши свої перші голи за «Брисбен Роар». 12 березня 2016 року в поєдинку проти «Мельбурн Вікторі» він зробив «хет-трик». У своєму дебютному сезоні Макларен забив 20 м'ячів у 25 матчах і посів друге місце в гонці бомбардирів після уругвайця Бруно Форнаролі. Наприкінці сезону 2015/16 ФФА визнала Макларена найкращим юним гравцем року, а також гравець був включений в символічну збірну чемпіонату.
У наступному сезоні 2016/17 Макларен забив 19 голів за клуб в регулярному чемпіонаті і разом із Бесортом Берішею став найкращим бомбардиром А-ліги. Крім цього 2 квітня 2017 року в поєдинку проти «Сентрал Кост Марінерс» Макларен зробив другий у кар'єрі хет-трик. У матчах азійської Ліги чемпіонів проти японського «Касіма Антлерс» та південнокорейського «Ульсан Хьонде» Макларен забив три голи.

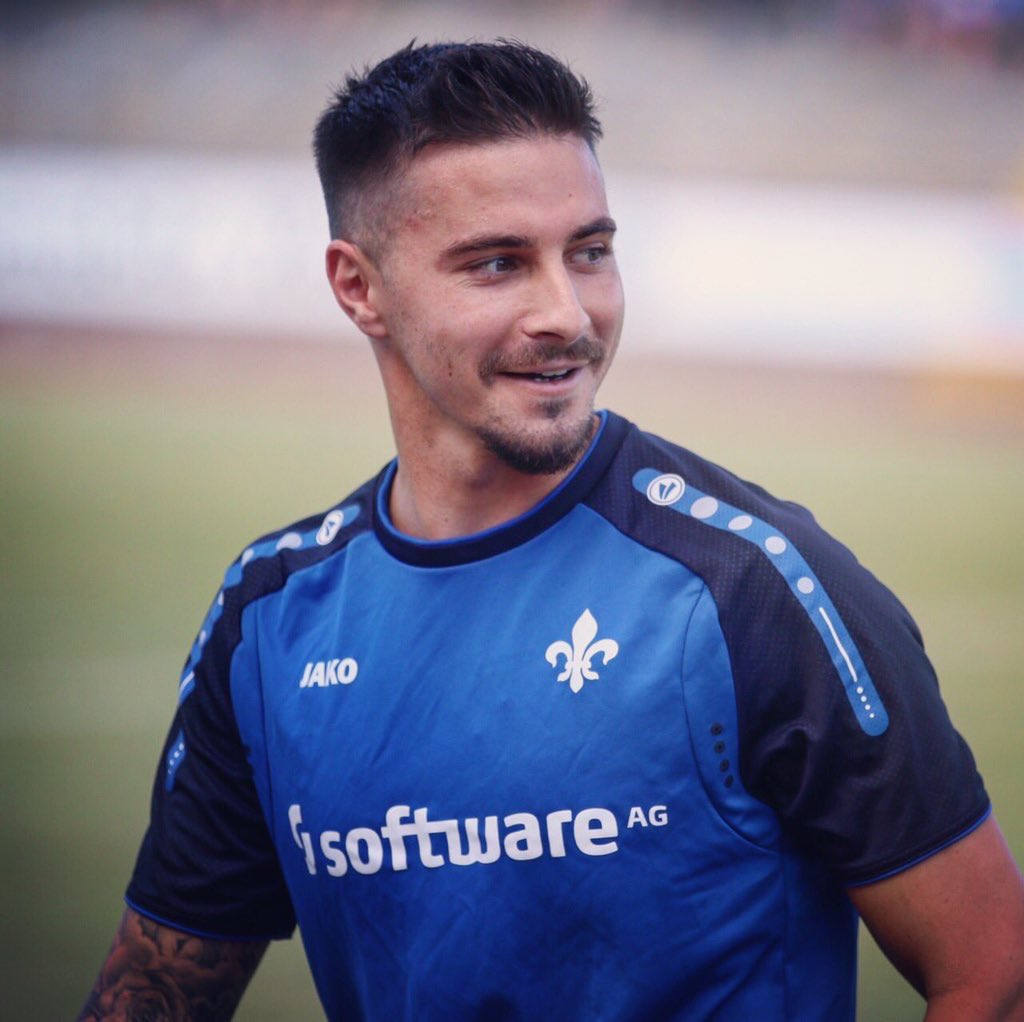
Макларен у складі «Дармштадта», липень 2017

У травні 2017 року Макларен приєднався до клубу другої німецької Бундесліги «Дармштадт 98», підписавши контракт на три роки. Втім у новій команді закріпитись не зумів і не забивши за клуб жодного голу на початку 2018 року Макларен перейшов у шотландський «Гіберніан». У шотландській команді став основним форвардом, забивши до кінця сезону 8 голів у 15 матчах. 13 травня в матчі проти «Рейнджерс» він зробив черговий хет-трик.
31 січня 2019 року підписав контракт з австралійським «Мельбурн Сіті».

## Виступи за збірні

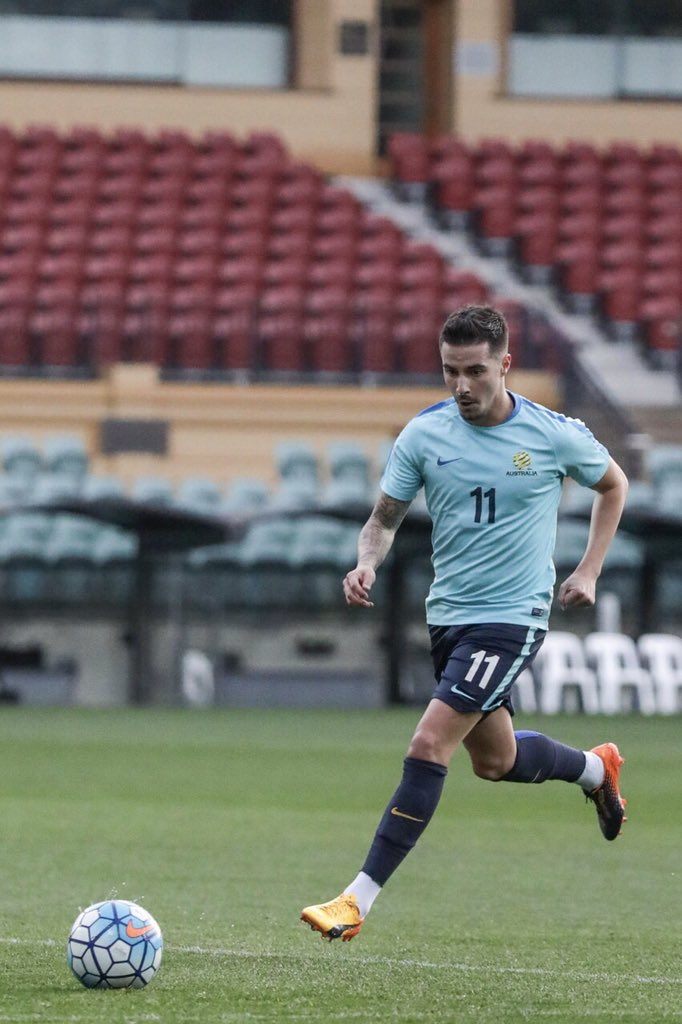
Джеймі Макларен у складі збірної Австралії, 2017 рік.

У 2011 році Джеймі зіграв два матчі за юнацьку збірну Шотландії до 19 років проти Данії та Норвегії, оскільки його батько — шотландець, і він мав право виступати за шотландську збірну. Втім надалі Макларен вирішив виступати за Австралію.
З 2012 року залучався до складу молодіжної збірної Австралії і наступного року у її складі взяв участь у молодіжному чемпіонаті світу 2013 року у Туреччині. На турнірі він зіграв у всіх трьох матчах, а грі проти господарів збірної Туреччини Макларен забив гол, втім його команда програла 1:2 і не вийшла в плей-оф. Згодом виступаючи за збірну до 23 років був учасником Молодіжного чемпіонату Азії 2016 року, де знову зіграв в усіх трьох матчах, але команда не вийшла в плей-оф.
У лютому 2016 року Макларен оголосив, що остаточно вирішив представляти національну збірну Австралії, а не Шотландію і вже 27 травня 2016 року в товариському матчі проти збірної Англії Макларен дебютував за австралійців.
У складі збірної був учасником розіграшу Кубка конфедерацій 2017 року у Росії, де зіграв лише у одному матчі проти команди Чилі. Наступного року поїхав і на чемпіонат світу 2018 року у Росії, де на поле не виходив.
Наступного року взяв участь у Кубку Азії з футболу. Там він забив свій перший гол у футболці збірної, відзначившись у воротах Палестини.

## Досягнення

### Індивідуальні
- Найкращий бомбардир А-Ліги: 2016/17 (19 м'ячів)
- У символічній збірній А-Ліги: 2015/16
- Найкращий молодий футболіст А-Ліги: 2015/16, 2016/17